# Spinetta Marengo
Spinetta Marengo (La Spinëta in piemontese e Ra Spineuta in dialetto alessandrino) è una frazione di 7 337 abitanti del comune di Alessandria.

## Storia

### Marengo
Si hanno notizie dell'area di Marenghum ben prima della fondazione della città di Alessandria.
Marengo era una curia regis longobarda e le prime fonti documentate provengono proprio da quel florido periodo. Si sa per certo che i re longobardi frequentassero le foreste di Marengo e dell'Orba in tempi antecedenti a quelli di Liutprando: re Cuniperto e l'usurpatore Alachis cacciavano abitualmente su quelle terre.
L'importanza del retroterra padano occidentale, Marengo inclusa, venne favorita in età carolingia per presidiare e partecipare alla difesa delle coste liguri soprattutto contro la pirateria araba. Nel febbraio del 825 Lotario I organizzò una spedizione contro i Saraceni di Corsica proprio durante un soggiorno presso la corte di Marengo. 
Un altro esempio dalle cronache antecedente la città di Alessandria lo si può trovare nell'anno 898 quando si diffuse la notizia della morte dell'imperatore Lamberto II di Spoleto. Lamberto ebbe un incidente durante una battuta di caccia a Marengo, «in loco Marinco [...] cecidisse collumque fregisse». Secondo Liutprando di Cremona l'imperatore non ebbe un incidente, bensì venne assassinato da Ugo di Maginfredo, durante la battuta di caccia, per vendicarsi dell'uccisione del padre Maginfredo. Ad oggi, tuttavia, gli storici accettano la tesi della morte accidentale.

### Battaglia di Marengo
Il 14 giugno 1800 fu teatro di un'importante battaglia tra l'esercito francese al comando di Napoleone e quello austriaco, guidato dal generale Melas. La vittoria francese consolidò il potere del futuro imperatore e gli permise di riacquistare il dominio dell'Italia. Durante la battaglia morì il generale francese Desaix.

## Cultura

### Il tesoro di Marengo
Nel 1928, presso il villaggio di Marengo, nel corso di scavi agricoli in un campo di proprietà della cascina Pederbona, furono rinvenuti preziosi reperti di epoca romana del II secolo.
Gli oggetti, tutti in pessime condizioni, comprendevano tra gli altri: un busto loricato raffigurante l'imperatore Lucio Vero realizzato a sbalzo in lamina di argento, una "tabula ansata" anch'essa d'argento, recante una dedica "Fortuna Melior" da parte di Marco Vindio Veriano, comandante della flotta Flavia stanziata nella Mesia sul finire del II secolo, un vaso d'argento decorato con foglie di acanto, una fascia raffigurante una serie di dei, una testa femminile lavorata a sbalzo.
Bottino di un saccheggio, probabilmente in epoca tardo romana, si ritiene che i reperti provengano da un sacello dedicato alla "Fortuna Melior" o un collegio adibito al culto imperiale, situati nella città di Pavia, l'antica Ticinum.
Sottoposti a restauro, gli oggetti sono oggi conservati nel Museo di Antichità di Torino.
La vicenda legata al ritrovamento e alla consegna del tesoro allo stato è avvolta nel mistero. La versione ufficiale del prof. Bendinelli recita che il proprietario della Pederbona, il cavalier Romualdo Tartara, tentò di vendere il tesoro a degli antiquari genovesi, ma che venne convinto a portarli alla direzione generale delle Antichità e Belle Arti di Roma, ricevendo nel 1935 un pagamento di 550 000 lire. Testimonianze e fatti emersi successivamente hanno dimostrato che gran parte dei reperti scomparve dopo la consegna alle autorità romane.
Un primo tentativo di ricostruire gli eventi di quel tempo avvenne nel 1968-1969 ad opera di una laureanda, con una ricerca circostanziata che fece emergere la scomparsa quasi certa di un consistente quantitativo di reperti e di tutti i documenti ufficiali relativi. Recentemente un rinnovato interesse sulla questione, fortemente promosso dal nipote dello scopritore interessato a fugare ogni ombra sulla onorabilità della famiglia, sta confermando quanto è stato sempre asserito dai Tartara nella ricostruzione della vicenda: i Tartara non hanno mai incassato alcun premio.

### Marengo Museum

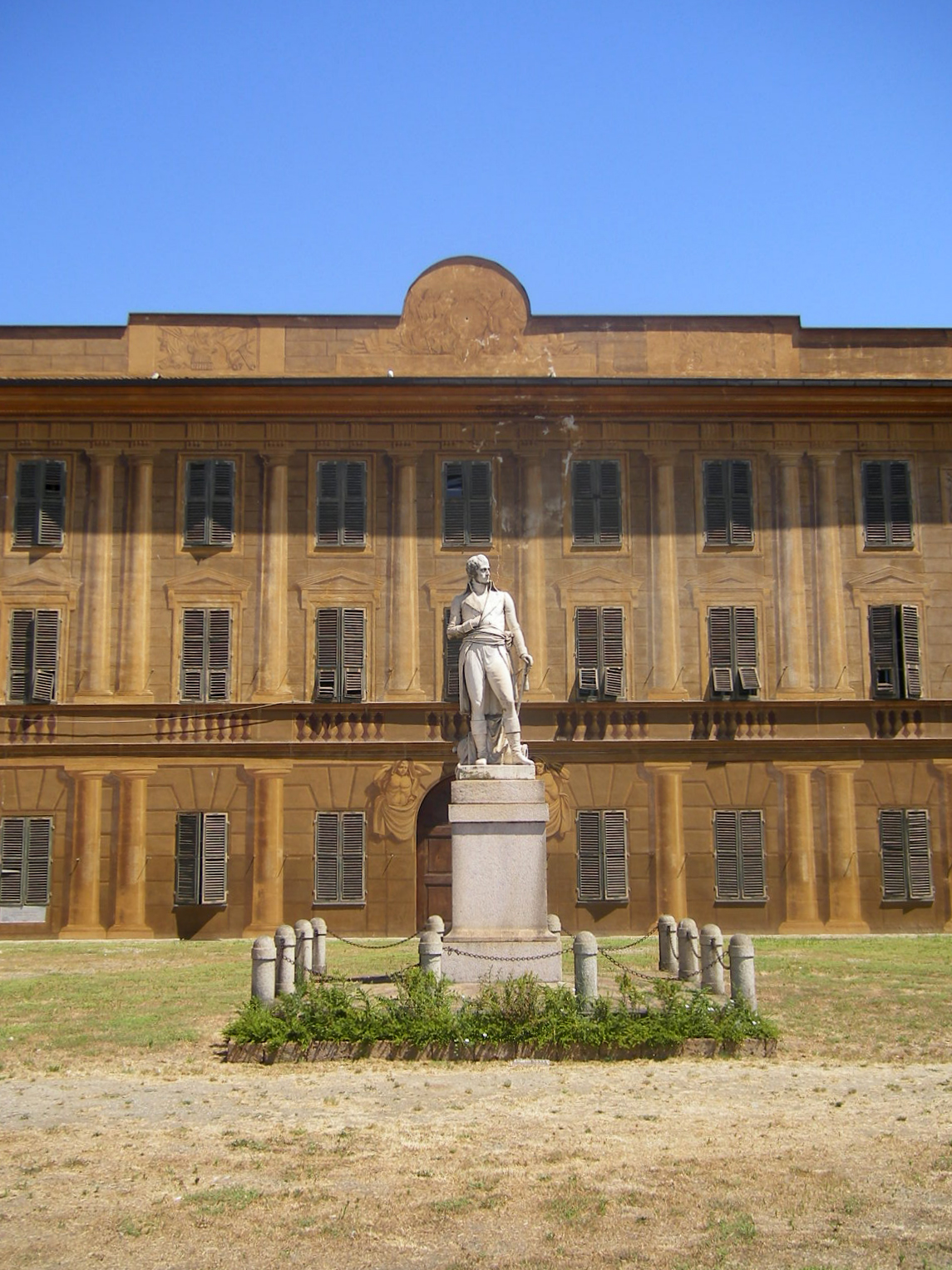
Villa Delavo

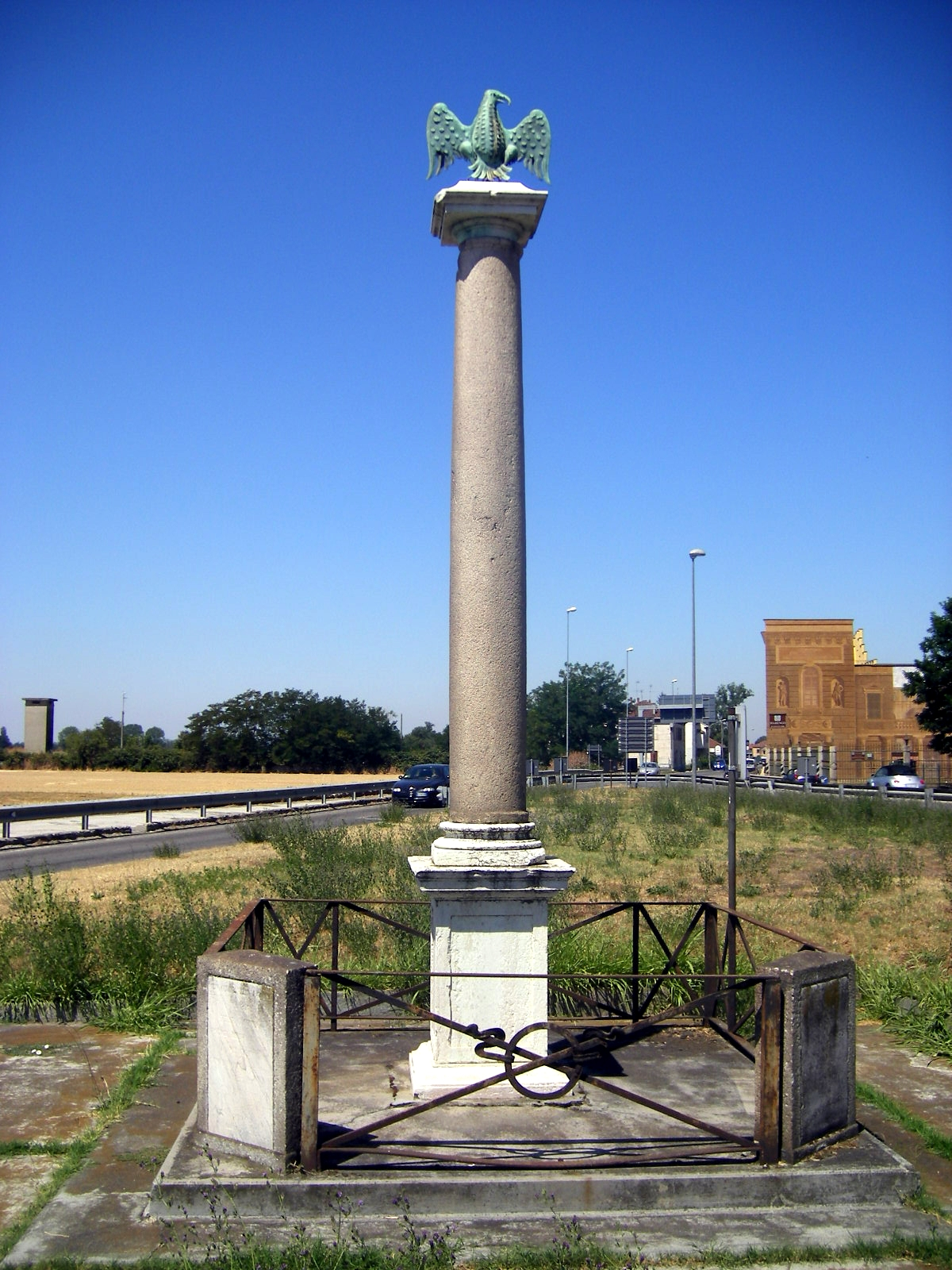
Colonna con l'aquila bronzea

Il museo dedicato alla battaglia ha sede all'interno di Villa Delavo, fatta costruire nel 1846 dal farmacista Giovanni Antonio Delavo. Al suo interno sono conservati reperti e cimeli dell'epoca.
Il nuovo Museo, inaugurato nel 2010, ha una forte impronta multimediale e interattiva, con opere realizzate da artisti contemporanei. All'esterno del Museo si estende il parco della villa. Simbolo del Marengo Museum è la Piramide, edificata nel 2009 prendendo spunto un'idea dello stesso Napoleone, che volle ricordare in questo modo la gloria della vittoria e i soldati caduti in battaglia, primo fra tutti il suo generale Desaix.
Di fronte al museo è situata una colonna con aquila di bronzo, installata dall'amministrazione di Alessandria, nel 1801, sottratta dagli austriaci dopo la caduta di Napoleone e riportata in loco nel 1918.

### Torre dei Gamberini
A poca distanza dal museo si innalza la trecentesca "torre dei Gamberini" (o degli Stortiglioni), dal nome di due delle antiche famiglie che fondarono Alessandria La torre, a base quadrata, è conosciuta anche come "torre di Teodolinda" perché associata dalla tradizione popolare alla regina longobarda vissuta tra il VI e il VII secolo.

## Economia
Sede di un importante centro chimico, fondato nel 1905 dalla "Società di Marengo" per la produzione di solfato di rame, nel 1933 acquisito dalla Montecatini poi Montedison (dal 1966), dal 2002 fa parte del gruppo Solvay, secondo stabilimento in Italia dopo Rosignano Solvay, e unico sito nazionale per la produzione di polimeri fluorurati.

## Infrastrutture e trasporti

### Ferrovie
Spinetta Marengo dispone di una stazione situata sulla ferrovia Alessandria-Piacenza.
Negli anni 1920-1940 venne creato il collegamento ferroviario a servizio dello stabilimento chimico.

### Tranvie
Tra il 1880 e il 1933 Spinetta Marengo fu servita da due linee tranviarie:
- Alessandria-Sale;
- Marengo-Mandrogne.

## Sport
La squadra principale dopo la sparizione della Bevingros Eleven Spinetta è diventata la Spinettese e milita in prima Categoria.
Ivi c'è anche la sede del centro allenamento dell'Unione Sportiva Alessandria Calcio 1912.